# Lecci
Lecci est une commune française située dans la circonscription départementale de la Corse-du-Sud et le territoire de la collectivité de Corse. Elle appartient à l'ancienne piève de Conca.

## Géographie
Le village de Lecci est situé à proximité de la RT 10 à 130 km au sud de Bastia, 12 km au nord de Porto-Vecchio et 3 km au sud du village de Sainte-Lucie-de-Porto-Vecchio.

## Urbanisme

### Typologie
Au 1er janvier 2024, Lecci est catégorisée commune rurale à habitat dispersé, selon la nouvelle grille communale de densité à sept niveaux définie par l'Insee en 2022.
Elle est située hors unité urbaine. Par ailleurs la commune fait partie de l'aire d'attraction de Porto-Vecchio, dont elle est une commune de la couronne,. Cette aire, qui regroupe 10 communes, est catégorisée dans les aires de moins de 50 000 habitants,.
La commune, bordée par la mer Méditerranée, est également une commune littorale au sens de la loi du 3 janvier 1986, dite loi littoral. Des dispositions spécifiques d’urbanisme s’y appliquent dès lors afin de préserver les espaces naturels, les sites, les paysages et l’équilibre écologique du littoral, tel le principe d'inconstructibilité, en dehors des espaces urbanisés, sur la bande littorale des 100 mètres, ou plus si le plan local d’urbanisme le prévoit.

### Occupation des sols
L'occupation des sols de la commune, telle qu'elle ressort de la base de données européenne d’occupation biophysique des sols Corine Land Cover (CLC), est marquée par l'importance des forêts et milieux semi-naturels (70,7 % en 2018), néanmoins en diminution par rapport à 1990 (75,1 %). La répartition détaillée en 2018 est la suivante : 
milieux à végétation arbustive et/ou herbacée (50,4 %), forêts (17,7 %), zones urbanisées (12,8 %), zones agricoles hétérogènes (9,1 %), espaces ouverts, sans ou avec peu de végétation (2,6 %), cultures permanentes (2,5 %), zones humides côtières (1,8 %), espaces verts artificialisés, non agricoles (1,7 %), prairies (1,2 %), eaux maritimes (0,3 %). L'évolution de l’occupation des sols de la commune et de ses infrastructures peut être observée sur les différentes représentations cartographiques du territoire : la carte de Cassini (XVIIIe siècle), la carte d'état-major (1820-1866) et les cartes ou photos aériennes de l'IGN pour la période actuelle (1950 à aujourd'hui).

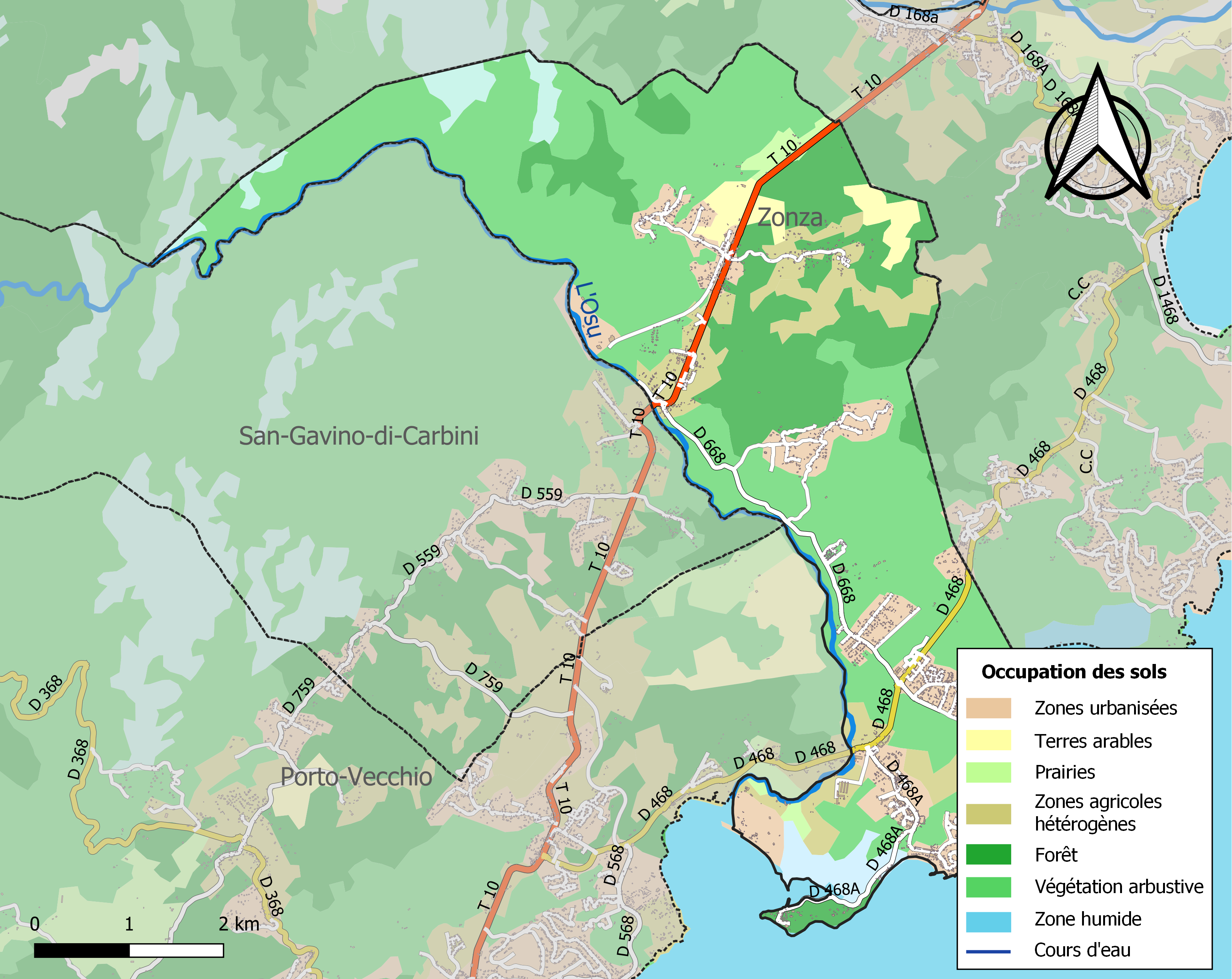
Carte des infrastructures et de l'occupation des sols de la commune en 2018 (CLC).

## Toponymie
Le nom en corse de la commune est I Licci, pluriel du corse liccia signifiant “chêne vert”. Il peut donc se traduire par “les chênes”. La forme liccia (avec un i tonique apparenté au ĭ bref du latin īlex, īlĭcis) qui remplace ici leccia (employé dans le reste de l'île) est caractéristique des parlers de l'Alta Rocca et du Freto.

## Politique et administration

### Liste des maires
| Période                                  | Période   | Identité                                        | Étiquette | Qualité                                                   |
| ---------------------------------------- | --------- | ----------------------------------------------- | --------- | --------------------------------------------------------- |
| Les données manquantes sont à compléter. |           |                                                 |           |                                                           |
| ?                                        | ?         | Angelin Furioli (1841-1902)                     |           | Cultivateur                                               |
| ?                                        | 1942      | Don Jean Furioli (1871-1946, fils du précédent) |           | Révoqué par le Gouvernement de Vichy                      |
| Les données manquantes sont à compléter. |           |                                                 |           |                                                           |
| ca. 1990                                 |           | François Marchi                                 |           |                                                           |
| mars 2001                                | mars 2014 | Gilles Giovannangeli                            | REG       |                                                           |
| mars 2014                                | En cours  | Georges Gianni                                  | UMP-LR    | Chef d'entreprise 2e vice-président de la CC du Sud Corse |

## Démographie
L'évolution du nombre d'habitants est connue à travers les recensements de la population effectués dans la commune depuis 1800. Pour les communes de moins de 10 000 habitants, une enquête de recensement portant sur toute la population est réalisée tous les cinq ans, les populations de référence des années intermédiaires étant quant à elles estimées par interpolation ou extrapolation. Pour la commune, le premier recensement exhaustif entrant dans le cadre du nouveau dispositif a été réalisé en 2005.

En 2022, la commune comptait 2 020 habitants, en évolution de +17,03 % par rapport à 2016 (Corse-du-Sud : +7,61 %, France hors Mayotte : +2,11 %).
| 1800 | 1806 | 1821 | 1831 | 1836 | 1841 | 1846 | 1851 | 1856 |
| ---- | ---- | ---- | ---- | ---- | ---- | ---- | ---- | ---- |
| 185  | 225  | 141  | 137  | 185  | 190  | 203  | 189  | 203  |

| 1861 | 1866 | 1872 | 1876 | 1881 | 1886 | 1891 | 1896 | 1901 |
| ---- | ---- | ---- | ---- | ---- | ---- | ---- | ---- | ---- |
| 209  | 204  | 196  | 237  | 229  | 239  | 283  | 276  | 268  |

| 1906 | 1911 | 1921 | 1926 | 1931 | 1936 | 1946 | 1954 | 1962 |
| ---- | ---- | ---- | ---- | ---- | ---- | ---- | ---- | ---- |
| 268  | 306  | 266  | 186  | 217  | 211  | 177  | 261  | 318  |

| 1968 | 1975 | 1982 | 1990 | 1999 | 2005  | 2006  | 2010  | 2015  |
| ---- | ---- | ---- | ---- | ---- | ----- | ----- | ----- | ----- |
| 484  | 578  | 678  | 709  | 706  | 1 010 | 1 053 | 1 357 | 1 673 |

| 2020  | 2022  | - | - | - | - | - | - | - |
| ----- | ----- | - | - | - | - | - | - | - |
| 1 889 | 2 020 | - | - | - | - | - | - | - |

## Lieux et monuments
- Le site et les vignobles de Torraccia sur les hauteurs à l'est du village.
- Les tours génoises de San Ciprianu et San Benedettu (en) qui gardaient l'entrée du port de Porto-Vecchio.
- L'Église Saint-André de Lecci. Elle est inscrite à l'Inventaire général du patrimoine culturel[14].

## L'épave antique de Lecci
Appelée aussi « l'épave de Cala Rossa » car toute proche de la pointe du même nom, l'épave antique de Lecci est une des toutes premières déclarations aux Affaires maritimes d’un site archéologique en Corse, découvert en 1962, dont le potentiel est rapidement reconnu dès l’origine, grâce à la récupération de matériaux au fond de la mer. C'est une des très rares épaves hellénistiques de Corse, de laquelle les plongeurs ont remonté des amphores très anciennes, qui portent une des premières inscriptions latines connues en gréco-italiques, à une époque remontant à environ trois siècles avant notre ère. Malgré l’absence totale de fragment de la coque du navire qui les transportait, dans une zone exposée, la présence de « céramiques communes d’Italie centrale et méridionale et d’origine punique », constituait probablement une composante du matériel de bord, selon des historiens « témoigne de la variété et de la complexité de la circulation maritime à l'époque ».